# Tarock

Die Trull, die wichtigsten Trümpfe in mitteleuropäischen Varianten

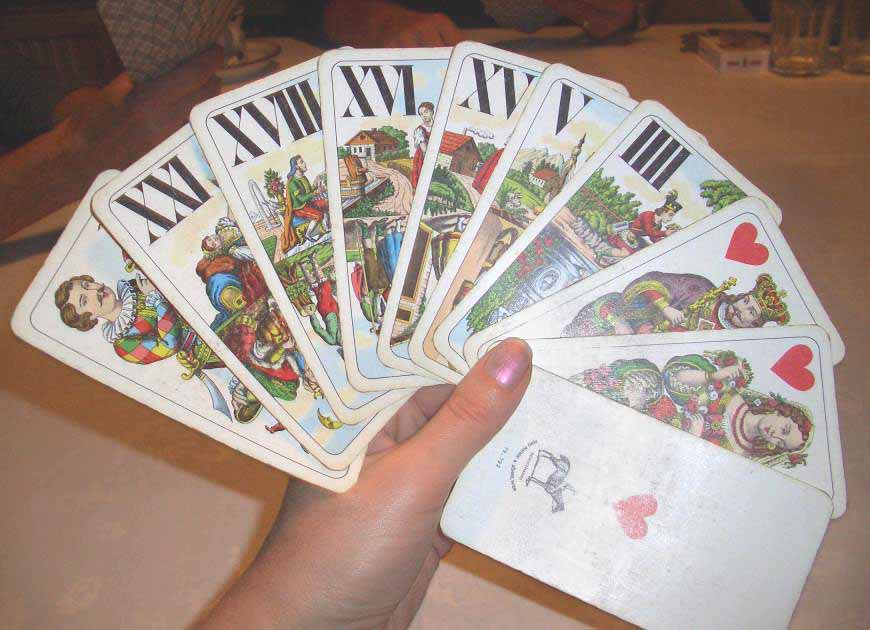
Tarockkarten in der Hand einer Spielerin

Tarock ist die Bezeichnung für eine große Familie von Kartenspielen, die in vielen Ländern Europas gespielt werden. Viele Spiele der Familie, etwa Königrufen und Zwanzigerrufen, werden von ihren Spielern meist einfach „Tarock“ genannt. Die Urform des Tarocks entstand um 1425 zur Zeit der Frührenaissance in der Po-Ebene, es gehört damit zu den ältesten tradierten Kartenspielen der Welt. Bayerisches Tarock und ähnliche Spiele gehören nicht zu dieser Familie, haben aber Elemente daraus übernommen.
Bestimmendes Element dieser Stichkartenspiele ist es, dass sie neben den Farbkarten eine Serie von klassisch 21 dauerhaften Trümpfen haben, die meist mit römischen oder arabischen Ziffern durchnummeriert sind. Ursprünglich hießen diese Trümpfe trionfi; das Konzept und der Begriff Trumpf wurde daraus entwickelt und von den Tarockspielen auf andere Kartenspiele übertragen. Daneben gab es die wertvolle, nach bestimmten Sonderregeln gespielte Karte des Narren, der oft irrtümlich als Vorläufer des Joker angesehen wird. In den meisten mitteleuropäischen Varianten ist er hingegen zum 22. und höchsten Trumpf umfunktioniert worden. Auf Deutsch werden die Trümpfe meist ebenfalls als Tarock bezeichnet.
Seit dem späten 18. Jahrhundert werden Tarockkarten auch zum Wahrsagen verwendet. Die entsprechende esoterische Bedeutung der Karten wird auf Deutsch als Tarot bezeichnet. Viele Sprachen haben denselben Begriff für Tarock und Tarot, insbesondere das Englische und Französische. 
In seiner Blütezeit von etwa 1730 bis 1830 wurde Tarock in einem Großteil Europas gespielt. Heutige Hochburgen des Spiels sind Frankreich und mehrere Nachfolgestaaten der ehemaligen Habsburgermonarchie. Regionale Varianten haben sich im Ursprungsland Italien, in der Schweiz, in Deutschland und in Dänemark erhalten.
Die Trümpfe lösten sich im Laufe der Zeit von ihren traditionellen, heute vor allem aus dem Tarotblatt bekannten Motiven und wurden durch Tierdarstellungen, Veduten, Gesellschaftsszenen oder andere Bilder ersetzt, aber auch für politische Botschaften in Form von Satire oder Propaganda verwendet.
Tarock war im Laufe der Geschichte auch eine Leidenschaft vieler Prominenter. So spielten etwa die Komponisten Wolfgang Amadeus Mozart, Johann Strauss (Sohn) und Johannes Brahms sowie Sigmund Freud verschiedene Varianten von Tarock.

## Geschichte

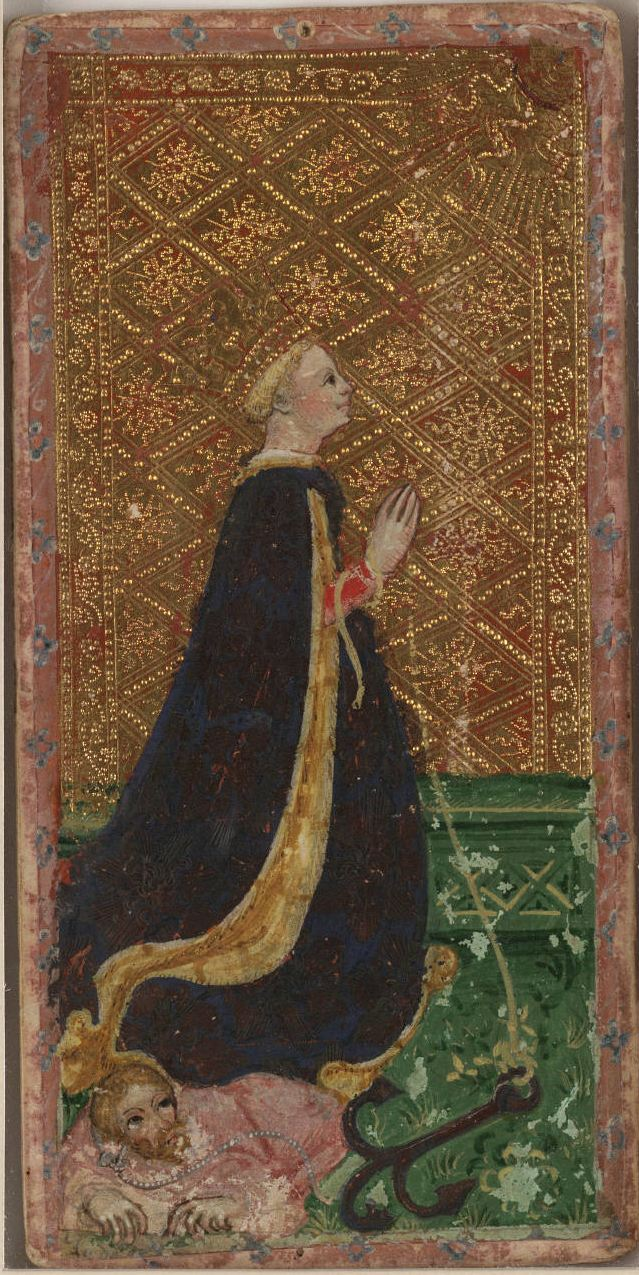
Karte „Hoffnung“ aus dem Cary-Yale-Tarocchi

Tarock lässt sich, zusammen mit anderen frühen Kartenspielen Europas, erstmals in der Zeit um 1430–1440 im nördlichen Italien nachweisen. Das schon vorher bekannte Spiel wurde zunächst mit Trionfi, „Triumph“, „ludus triumphorum“ und ähnlich bezeichnet (italienisch-lateinische Formen des deutschen Triumph oder Trumpf; Trionfi ist der Plural von Trionfo = Triumph). Diese Namensform wird erstmals im Februar 1442 in einem ferraresischen Rechnungsbuch in Zusammenhang mit Spielkarten genannt, in Frankreich wird sie erstmals 1482 erwähnt. Später wurde das Spiel – aus ungeklärter Ursache – in Tarocchi umbenannt.
Viele frühere italienische Dokumente verdeutlichen, dass das bezeichnete Spiel sich zunächst in Italien entwickelte und dann in Südfrankreich heimisch wurde. Zu den klassischen italienischen Farben Spade („Schwerter“), Bastoni („Stäbe“), Coppe („Becher“) und Denari („Münzen“) wurden die nummerierten trionfi mit höherer Stichkraft hinzugefügt, sowie die Sonderkarte il matto („der Narr“). Die Details der Entstehungsgeschichte sind nicht mehr zu rekonstruieren, bei angeblichen Erfindern handelt es sich um Legenden.
Später hat sich das Spiel nach Frankreich (in Avignon als Taraux) ausgebreitet. Etwa 1480–1510 bildete sich in Lyon und Umgebung eine dominante Kartenspielproduktion, die umfangreich in andere Gegenden und Länder exportierte. Daraus resultierte die südfranzösische Vorrangstellung in diesem ursprünglich italienischen Spiel, die zu dem heute als traditionell geltenden Typus „Tarot de Marseille“ führte (17. Jahrhundert). Im Verlauf der wechselseitigen französisch-italienischen Beeinflussung wurde das Spiel in den deutschsprachigen Raum exportiert, in weiterer Folge auch in viele andere Regionen Europas.
In der Habsburgermonarchie entwickelten sich zahlreiche regionale Varianten (Königrufen, Zwanzigerrufen, Neunzehnerrufen, Strohmandeln usw.), die bis heute in Österreich, Ungarn, Slowenien, Tschechien, in der Slowakei, in Polen, in Rumänien und in der Ukraine gespielt werden. Fritz von Herzmanovsky-Orlando prägte in seinem zu Lebzeiten unveröffentlicht gebliebenen Roman Maskenspiel der Genien den Begriff Tarockei als Name für ein seltsames Traumland. Später ersetzte Friedrich Torberg in der stark bearbeiteten und umstrittenen Erstveröffentlichung den Ausdruck Tarockei eigenmächtig durch Tarockanien – in Anlehnung an Kakanien von Robert Musil.
In Deutschland war Tarock einst weit verbreitet, was beispielsweise einige Belegstellen in den Werken von Friedrich Schiller und Johann Wolfgang von Goethe zeigen. Heute wird es nur noch in der Variante „Cego“ in Baden gespielt. In Frankreich und Österreich ist Tarock nach wie vor populär, in seinem Herkunftsland Italien ist es nur noch selten anzutreffen. In der Schweiz haben sich die lokalen Varianten Troccas und Troggu erhalten.

## Die Karten

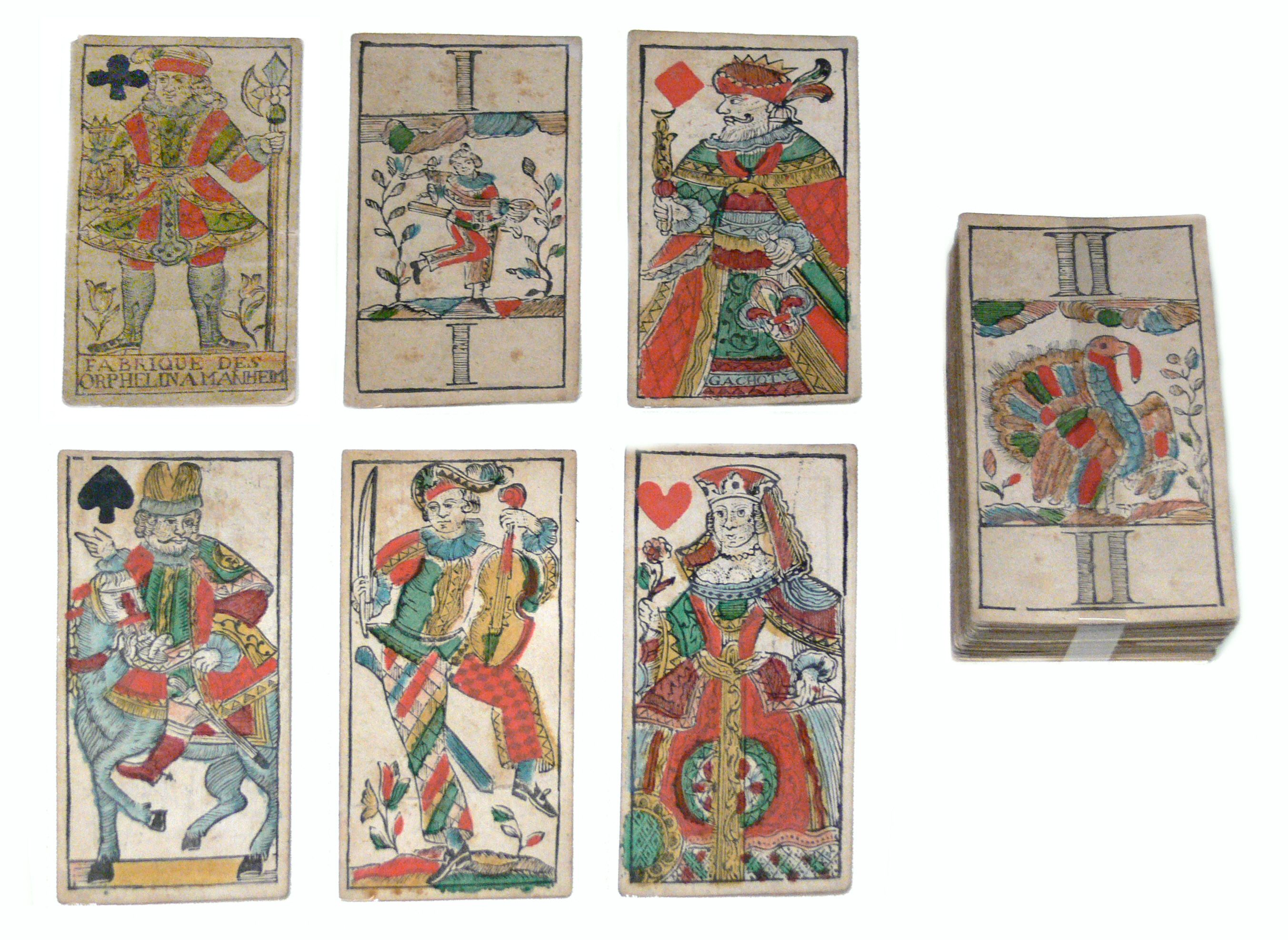
Tiertarock, Mannheim um 1778

Tarock wird mit einem charakteristischen Blatt gespielt, das neben den klassischen Farben Herz, Karo, Pik und Treff noch über die sogenannten Tarock verfügt, die mit römischen oder arabischen Ziffern nummeriert sind. Sie dienen als ständige Trümpfe. Außerdem gibt es in jeder klassischen Farbe eine zusätzliche Figurenkarte, den Cavall oder Reiter, er rangiert zwischen Bube und Dame.
Insgesamt gibt es 78 Karten in einem vollständigen Tarock-Blatt. Mit diesem kompletten Blatt wird heute vor allem in Frankreich gespielt, in geringerem Umfang auch in Dänemark. In jenen Gebieten, die früher zur Habsburgermonarchie gehört haben, wird heute mit einem reduzierten Blatt von 54, 42 oder 40 Karten gespielt. Die höchste Karte in den klassischen Tarockspielen ist heute der Sküs (abgeleitet von der französischen Bezeichnung „Excuse“), auch Gstieß genannt. Tarock I (der „Pagat“) und Tarock XXI (der „Mond“) sowie der Sküs heißen zusammen Trull (vermutlich von französisch „tous les trois“ = „alle drei“). In den meisten Regelvarianten spielen diese drei Karten eine besondere Rolle.
Die Farbkarten der Tarock-Blätter haben französisches Bild und nicht die Symbole der zum Wahrsagen benutzten Tarot-Karten mit italienischem oder spanischem Bild. Die Tarockkarten tragen römische Ziffern und sind meist mit je zwei Genreszenen dekoriert, wie zum Beispiel die vor allem in Österreich, Ungarn, Tschechien, in der Slowakei und in Slowenien verwendeten „Industrie-und-Glück“-Karten (der Name stammt von dem auf der Karte II („Uhu“) abgebildeten Felsen mit der Aufschrift „Industrie und Glück“, auf dem der Reichsadler sitzt). „Industrie“ steht hier für „Fleiß“ (lateinisch industria): Der Bürger konnte mit „Glück und Fleiß“ Erfolg im Leben haben.
Die Spielkarten unterscheiden sich sowohl durch die Darstellungen auf der Vorderseite als auch durch die Gestaltung der Rückseite. Je nach dem grafischen Muster der Rückseite unterscheidet man zwischen „Roter Blitz“, „Ornament“, „Karo“, „Jagdtarock“ usw. 
Früher war die Vielfalt der Tarock-Spielkarten noch viel größer. Es gab Tiertarocke, Tarocke mit historischen Motiven, Vedutentarocke usw. Eine Klassifizierung der einzelnen Spielkarten samt Stammbäumen ist von Klaus Reisinger erarbeitet worden.

## Das Spiel
Bei allen Spielen der Tarockfamilie handelt es sich um Stichkartenspiele mit bestimmten Werten der Karten. Spielziel ist üblicherweise das Gewinnen der Mehrheit der Werte in den Stichen. Die nummerierten Trümpfe stechen die Farbkarten, die ihrerseits untereinander stets gleichwertig sind. In den meisten Spielen der Familie wird heutzutage zuerst ein Lizit durchgeführt. Weitere Details siehe in den Einzelartikeln:

### Deutschland
- Cego: 54 Karten, 3 oder 4 Spieler, Deutschland (nur Schwarzwald)
- Dreierles: 54 Karten, 3 Spieler, Deutschland (nur Mittelbaden)
- Großtarock, 78 Karten, 3 Spieler, Deutschland, auch Österreich (ursprüngliches deutsches Tarock)

### Frankreich
- Französisches Tarock: 78 Karten, 3 bis 5 Spieler, Frankreich (eigentl. Tarot)

### Österreich
- Droggn: 66 Karten, 3 Spieler, Tiroler Stubaital (ausgestorben)
- Illustriertes Tarock: 54 Karten, 3 Spieler, Österreich (etwa in Wien)[4]
- Königrufen: 54 Karten, 4 Spieler, Österreich, Slowenien, Rumänien, Ukraine, Polen
- Neunzehnerrufen: 54 Karten, 4 Spieler, Österreich, Tschechien, Slowakei, Polen
- Strohmandeln: 54 Karten, 2 Spieler, Österreich
- Tapp-Tarock/Dreiertarock: 40, 42 oder 54 Karten, 3 Spieler, Österreich
- Taroc l'Hombre, 78 Karten, 3 Spieler, Österreich, auch Deutschland (ausgestorben)
- Wiener Großtarock, 54 Karten, 3 Spieler, Österreich (vmtl. ausgestorben)
- Zwanzigerrufen: 40 Karten, 4 Spieler, Österreich

### Schweiz
- Troggu: 62 Karten, 3 bis 8 Spieler, Schweiz, Kanton Wallis
- Troccas: 78 Karten, 3 bis 6 Spieler, Schweiz, Kanton Graubünden

### Ungarn
- Ungarisches Tarock: 40, 42 (meistens), 46 oder (selten) 54 Karten, 4 Spieler, Ungarn, Siebenbürgen (mit wachsender Fangemeinde in Österreich)

### Nur dem Namen nach
- Bayerisches Tarock: 36 Karten, 3 Spieler, Bayern
- Württembergisches Tarock: 36 Karten, 3 Spieler, Württemberg

## Rechtliches
Nach österreichischem Recht zählt Tarock – im Gegensatz etwa zu den verschiedenen Poker-Varianten – nicht als Glücksspiel, sondern als Geschicklichkeitsspiel: „Typische Geschicklichkeitsspiele sind Tarock, Bridge, Schnapsen oder Schach“, so eine unverbindliche Rechtsansicht des Bundesministeriums für Finanzen.